# Gilberto Alfredo Vizcarra Mori
Gilberto Alfredo Vizcarra Mori S.J. (Lima, 11 de fevereiro de 1960) é bacharel em direito e prelado peruano da Igreja Católica Romana. É Arcebispo de Trujillo desde 2025.

## Biografia
Nasceu em 11 de fevereiro de 1960 em Lima, capital do Peru. Depois de fazer o ensino fundamental e o médio na escola La Salle de Lima, frequentou primeiramente a Pontifícia Faculdade de Teologia de Lima (1977-1979) e depois a Universidade Nacional Maior de São Marcos (1980-1981), para o estudo do Direito Civil.
Entrou no noviciado da Companhia de Jesus em 1982, prosseguindo os estudos de Filosofia na Pontifícia Universidade Católica do Chile (1985-1987), e os de Teologia na Faculdade Jesuíta de Belo Horizonte, no Brasil (1991-1994). Sucessivamente, obteve uma licenciatura em língua árabe no Cairo, no Egito (1994-1996), e uma licenciatura no Pontifício Instituto de Estudos Árabes e Islâmicos em Roma (2001-2003). Emitiu a profissão perpétua em 15 de agosto de 2001. Foi ordenado sacerdote em 31 de julho de 1994.
Depois da ordenação sacerdotal, desempenhou os seguintes cargos: estudos de língua árabe (1994-1996); colaborador na pastoral vocacional da Companhia de Jesus em Lima (1997-1998); Pároco de São Pedro e São Paulo em Bitkine, no Vicariato Apostólico de Mongo, no Chade (1997-2000); estudos no Pontifício Instituto de Estudos Árabes e Islâmicos em Roma (2001-2003); pároco de Santo Inácio no Vicariato de Mongo, no Chade (2003-2011); superior da Comunidade (2005); fundador e diretor do projeto Fé e Alegria, no Chade (2007-2011); Vigário paroquial de Santa Teresa do Menino Jesus em Abeché, no Vicariato Apostólico de Mongo (2012-2013); diretor espiritual no Colégio La Inmaculada de Lima (2013-2014).
Em 11 de junho de 2014, o Papa Francisco nomeou-o bispo titular de Autenti e vigário apostólico de Jáen no Peru. Sua ordenação episcopal e posse ocorreu em 15 de agosto seguinte, na Solenidade da Assunção de Maria, presidida por Dom Pedro Ricardo Barreto Jimeno, arcebispo de Huancayo, auxiliado por Dom Henri Coudray, vigário apostólico de Mongo no Chade, e por Dom Santiago María García de la Rasilla Domínguez, vigário renunciante de Jaén, todos jesuítas.
Em 11 de fevereiro de 2025, foi elevado pelo Papa Francisco a arcebispo de Trujillo.